# U–167
Az U–167 tengeralattjárót a német haditengerészet rendelte a brémai Deutsche Schiff und Maschinenbau AG-től 1940. augusztus 15-én. A hajót 1942. július 4-én vették hadrendbe. Ezt követő első, nyolcnapos útja Kielből új kikötőjébe, a norvégiai Bergenbe vezetett.

## Pályafutása
Két járőrszolgálatot teljesített. 1942. december 21-én Bergenből futott ki, és 27 napon át sikertelenül vadászott szövetséges hajókra az Atlanti-óceán északi részén, majd a franciaországi Lorient-ba futott be. 1943. január 8-án egy hullám elsodort egy tengerészt a fedélzetéről.
Második útjára 1943. február 27-én futott ki. Márciusban egy amerikai és egy brit szállítóhajót semmisített meg. A brit Lagosian kettétört a torpedótalálattól, legénységének 11 tagja meghalt, a többieket az Empire Denis vontató vette fedélzetére.
Április 5-én két brit Lockheed Hudson repülőgép mélységi bombákkal támadta a Kanári-szigetek közelében az U–167-et. Kurt Sturm kapitány úgy döntött, hogy elsüllyesztik a súlyosan sérült hajót Las Burrasnál. Helyi halászok segítettek a legénységnek partra szállni, és a hatóságok a Corrientes nevű német teherhajón szállásolták el őket, amely már több éve vesztegelt a kikötőben.
Néhány nap múlva a legenység valamennyi tagját, 52 embert fedélzetére vette az U–455. Mivel a tengeralattjáró a kisebb VIIC osztályba tartozott, súlyosan túlterhelt lett, ezért az U–167 legénységét elosztották az U–154, az U–159 és az U–518 között. Kurt Sturm és legénysége az újonnan épült U–547-en folytatta szolgálatát.
1951-ben a tengeralattjárót kiemelték a vízből, majd Spanyolországba szállították. Kereskedelmi tevékenységekre, például filmforgatásra használták. Később feldarabolták.

## Kapitányok
| Név           | Kezdőnap         | Zárónap          |
| ------------- | ---------------- | ---------------- |
| Kurt Neubert  | 1942. július 4.  | 1943. február 8. |
| Günter Zahnow | 1943. január 8.  | 1943. január 16. |
| Kurt Sturm    | 1943. február 5. | 1943. április 6. |

## Őrjáratok
| Indulás | Indulónap          | Érkezés | Zárónap          |
| ------- | ------------------ | ------- | ---------------- |
| Bergen  | 1942. december 21. | Lorient | 1943. január 16. |
| Lorient | 1943. február 27.  | *       | 1943. április 6. |

* A tengeralattjáró nem érte el úti célját, elsüllyedt

## Elsüllyesztett hajók
| Dátum             | Hajó neve     | Nemzetisége        | Brt  | Konvoj |
| ----------------- | ------------- | ------------------ | ---- | ------ |
| 1943. március 17. | Molly Pitcher | Egyesült Államok   | 7200 | UGS–6  |
| 1943. március 28. | Lagosian      | Egyesült Királyság | 5449 | RS–3   |